# Ferry de Groot
Ferry de Groot (Amsterdam, 28 april 1948) is een Nederlands journalist, radioprogrammamaker, komiek, stemacteur en regisseur. Grote bekendheid kreeg hij door het radioprogramma  Dik Voormekaar Show.

## Biografie
Ferry de Groot had al op tienjarige leeftijd interesse voor het medium radio. In de late jaren zestig was hij naast zijn gewone werk (bij de PTT, RPS en het GVB) actief bij Radio Lucas, de ziekenomroep van het Sint Lucas Ziekenhuis in Amsterdam.

## Radio- en geschreven perscarrière
In 1971 ging De Groot bij de zeezender Radio Noordzee Internationaal werken als technicus. Samen met André van Duin maakte hij het programma Abominabele Top 2000, dat na 10 afleveringen werd omgedoopt tot de Dik Voormekaar Show. Nadat het duo in de uitzending van 21 oktober 1973 de directie van RNI op de hak had genomen, werd De Groot op non-actief gesteld. Van Duin werd ontslagen.
Ze zetten het programma vanaf 2 februari 1974 voort, nu bij de NCRV op Hilversum 3. Naast zijn werk bij de NCRV was De Groot in deze periode ook freelance regioverslaggever bij de Zwolsche Courant. 
Vanaf 1976 werkte hij freelance bij de NOS-radioprogramma's NOS Langs de Lijn en Met het Oog op Morgen en bij de VARA (samen met Felix Meurders). Voor de VARA maakte hij enkele documentaires voor het radioprogramma Stoomradio.
In 1980 ging hij voltijds voor de NOS werken, vanaf 1985 als regisseur/eindredacteur voor Langs de Lijn en vanaf 1990 als chef sport en adjunct-hoofdredacteur bij NOS Radio. Hij heeft altijd een grote belangstelling gehad voor de Ronde van Frankrijk en reisde vanaf 1988 met de verslaggevers mee naar Frankrijk. In 2007 was De Groot voor het laatste chef d'équipe van het Radio 1-programma Radio Tour de France.

## Tv-optredens
In de jaren tachtig speelde De Groot het personage "Arie Boksbeugel" in de programma's Pisa en Verona van Henk Spaan en Harry Vermeegen; "Arie" bracht de single "Doortrekken" uit in 1987, een parodie op "Star Trekkin'" van The Firm.
Bij de televisieversie van de Dik Voormekaar Show in de jaren negentig deed De Groot de typetjes die hij al in de radioversie deed.
In 2004 en 2005 was De Groot te zien als "Willem Grol" in Het Sinterklaasjournaal; vanaf 2008 werd dat een jaarlijks gebeuren. Ook was hij in de rol van "Willem Grol" te zien in Het Sinterklaasjournaal - De Meezing Moevie in 2009.
Vanaf 2013 maakt De Groot voor RTV Rijnmond het tv-programma De Groot en de Grote Rotterdammers, waarin hij notabele Rotterdammers portretteert.

## Muzikale carrière
Naast voornoemde single van "Arie Boksbeugel" in 1987 was De Groot deel van de muziekgroep "De Groothandel & Co."; hierin speelde ook  Chris Latul. René van den Berg, sportjournalist van het Utrechts Nieuwsblad imiteert Johan Cruijff op "As Dick me hullep nodig heb", de nummer 1-hit in de Top 40 die de groep in 1994 onder de benaming Johan & de Groothandel scoort.

## Programma's
Programma's waar De Groot aan meewerkte zijn onder andere:
- NCRV radio en televisie: in de Dik Voormekaar Show als typetjes "Meneer De Groot" ("Hallo fans...") en "Toos" (1974-1985)
- NCRV radio: idem, in De Vipshow (1977-1978)
- VARA televisie (later Veronica): als het typetje "Arie Boksbeugel" bij Pisa (later Verona) (1982-1989)
- NOS radio: als het typetje "De Bruin uit Veenendaal" bij het programma Het Hek van de Dam
- TROS televisie: samen met André van Duin in Animal Crackers (eind jaren tachtig)
- TROS radio: Dik Voormekaar Show (2000-2003)
- TROS televisie: Dik Voormekaar Show (2009-heden)
- RTV Rijnmond: De Groot en de Grote Rotterdammers (2013-heden)

## Reclamewerk
Hij was ook te zien en te horen in reclame op radio en televisie. In een radiospotje voor het houtbewerkingsbedrijf De Groot uit Rosmalen gebruikte hij het stemmetje van "Meneer De Groot" en verwees hij naar de Dik Voormekaar Show: "Met machines van De Groot komt het allemaal... dik voormekaar".